# Z Andromedae
Z Andromedae é uma estrela variável simbiótica da constelação de Andrômeda, com uma nebulosa em forma de ampulheta (como a Nebulosa Homúnculo, em torno de Eta Carinae, ou a supernova 1987A). Ela é o protótipo para variáveis simbióticas, que são um subconjunto das variáveis cataclísmicas.